# Tramvajski prijevoz u Puli
Električni tramvaj u Puli, tada pomorskoj bazi austrougarske mornarice, svečano je pušten u promet 24. ožujka 1904. godine, iako je probna vožnja obavljena 5. veljače. Na dvije linije gradskog tramvaja u prva četiri mjeseca prevezeno je 410.000 putnika. 
Završetkom Prvog svjetskog rata značenje Pule u gospodarskom pogledu znatno se umanjuje, tako da dolazi i do stagnacije u tramvajskom prometu. Nakon 30 godina služenja, tramvaj je ukinut 16. travnja 1934. godine i prepustio mjesto autobusima.
Zanimljivost je da je Pula dobila električni tramvaj 5 godina poslije Rijeke, 6 godina prije Zagreba i 22 godine prije Osijeka. 

## Povijest
Zbog nagloga razvitka i širenja Pule, urbanizacije i industrijalizacije a time i brzoga rasta stanovništva, javlja se potreba za uvođenjem električnog tramvaja koji započinje s prometovanjem 1904. godine. Uvođenje tramvaja bio je rezultat razvitka grada koji je potkraj 19. stoljeća imao približno 60.000 stanovnika. Električna inačica ovog prijevoznog sredstva je tada bila relativno novo prometno sredstvo europskih gradova. Usto, tramvaj je tada bio vrlo popularno prometno sredstvo za masovni prijevoz u europskim gradovima, što je olakšalo njegovo prihvaćanje i od Puljana. Iako je bio simbol novog vremena, uveden je ponajviše zbog stvarne potrebe rješavanja pitanja javnoga prijevoza. Ministarstvo željeznica naručilo je u kolovozu 1897. godine od inženjera Rudolfa Urbanitzkoga izradu idejnog projekta prijevoznog sredstva na konjsku vuču. U prosincu 1900. godine reviziju projekta obavilo je poduzeće "Wrede" i Beča. Godine 1902., pulska gradska uprava izdala je obveznice (javni radovi) u iznosu od 1.200.000 kruna, pokusna vožnja je obavljena 15. veljače, a svečano je otvoren 24. ožujka 1904. godine ispred Marine Casina. Tramvaj je imao četiri vagona, crvenkasto-žute boje, s gradskim grbom sa svake strane. Na otvorenju prvi su u njega ušli članovi gradskoga poglavarstva, limena glazba i drugi gosti. Tramvaj je ubrzo postao ponos grada. Prvoga dana prodano je 6500, a u sljedeća četiri mjeseca 410.000 karata. Najviše je zarađivao nedjeljama kada se znalo prodati i do 11.000 karata, što nedvojbeno govori o vrlo aktivnom društvenom životu građana Pule.
Početna stanica bila je na željezničkoj postaji. Jedan krak išao je uz Rivu i Arsenal do "Nove Pule", tj. do današnje tvornice cementa. Drugi krak vodio je uz Marine Casino preko gradskoga trga - Giardina, uz Arenu natrag na željeznički kolodvor. Kasnije se od Arene odvajao još jedan krak prema Šijanskoj šumi. Ukupna dužina pruge iznosila je 7,1 km. Bili su planirane pruge prema Fažani i Vodnjanu ali nikada nisu realizirane, vjerojatno zbog početka Prvog svjetskog rata. U početku je tramvajsko društvo imalo osam zatvorenih i četiri otvorena vagona. Kasnije je nabavljeno ukupno 14 motornih vagona i 15 prikolica. Zatvoreni vagoni imali su prvi i drugi razred, dok su otvoreni imali treći razred. U vagonima je bilo 40 sjedala i 16 stajaćih mjesta. Razmak između tračnica bio je identičan kao i kod vlakova tako da su se i dijelovi željezničke pruge mogli iskoristiti za prometovanje tramvaja. Širina tračnica odredila je i širinu vagona pa se na taj način moglo prevesti više putnika.
Nakon Prvog svjetskog rata dolaskom Italije, tramvaj je postepeno gubio na značaju. Putnika je bilo malo, a konkurenciju su mu počeli stvarati autobusi. Zbog tih je razloga tramvaj ukinut 16. lipnja 1934. godine. Gradski promet preuzeli su autobusi društva "Gattoni". Nakon ukidanja nije više bilo potrebe za tračnicama pa su i one uklonjene.

## Vanjske poveznice
|  | Zajednički poslužitelj ima još gradiva o temi Tramvaji u Puli |